# Kim Clackson
Kim Gerald Clackson (né le 13 février 1955 à Saskatoon, Saskatchewan au Canada) est un joueur professionnel canadien de hockey sur glace.

## Carrière de joueur
En 1975, il fut sélectionné autant par les Penguins de Pittsburgh de la Ligue nationale de hockey, que par les Fighting Saints du Minnesota de l'Association mondiale de hockey. Il signa alors avec les Racers d'Indianapolis de l'AMH en 1975, le club du Minnesota n'ayant pu prendre part à la saison. Il y joua deux saisons avec d'être échangé aux Jets de Winnipeg.
Quand l'AMH mit un terme à ses activités, quatre clubs se joignirent à la LNH dont les Jets. En vertu d'un règlement, chaque équipe de la LNH pouvait réclamer un choix perdu à l'AMH aux cours des années précédentes. C'est ainsi qu'il fût réclamé par les Penguins. Il n'y joua qu'une saison car il fut envoyé aux Nordiques de Québec en compensation de la signature de Paul Baxter. Il joua une saison avec les Nordiques avant de prendre sa retraite du hockey.

## Statistiques
Pour les significations des abréviations, voir Statistiques du hockey sur glace.
| Saison     | Équipe                 | Ligue      |     | Saison régulière | Saison régulière | Saison régulière | Saison régulière | Saison régulière |   | Séries éliminatoires | Séries éliminatoires | Séries éliminatoires | Séries éliminatoires | Séries éliminatoires |
| Saison     | Équipe                 | Ligue      | PJ  | B                | A                | Pts              | Pun              | PJ               | B | A                    | Pts                  | Pun                  |                      |                      |
| 1972-1973  | Cougars de Victoria    | LHOu       | 64  | 1                | 1                | 2                | 235              |                  |   |                      |                      |                      |                      |                      |
| 1973-1974  | Cougars de Victoria    | LHOu       | 1   | 0                | 0                | 0                | 0                |                  |   |                      |                      |                      |                      |                      |
| 1973-1974  | Bombers de Flin Flon   | LHOu       | 47  | 2                | 6                | 8                | 263              | 7                | 1 | 1                    | 2                    | 39                   |                      |                      |
| 1974-1975  | Cougars de Victoria    | LHOu       | 58  | 7                | 26               | 33               | 359              | 12               | 0 | 6                    | 6                    | 99                   |                      |                      |
| 1975-1976  | Racers d'Indianapolis  | AMH        | 77  | 1                | 12               | 13               | 351              |                  |   |                      |                      |                      |                      |                      |
| 1976-1977  | Racers d'Indianapolis  | AMH        | 71  | 3                | 8                | 11               | 168              | 9                | 0 | 1                    | 1                    | 24                   |                      |                      |
| 1977-1978  | Jets de Winnipeg       | AMH        | 52  | 2                | 7                | 9                | 203              | 9                | 0 | 1                    | 1                    | 61                   |                      |                      |
| 1978-1979  | Jets de Winnipeg       | AMH        | 71  | 0                | 12               | 12               | 210              | 9                | 0 | 5                    | 5                    | 28                   |                      |                      |
| 1979-1980  | Penguins de Pittsburgh | LNH        | 45  | 0                | 3                | 3                | 166              | 3                | 0 | 0                    | 0                    | 37                   |                      |                      |
| 1980-1981  | Nordiques de Québec    | LNH        | 61  | 0                | 5                | 5                | 204              | 5                | 0 | 0                    | 0                    | 33                   |                      |                      |
| Totaux AMH | Totaux AMH             | Totaux AMH | 271 | 6                | 39               | 45               | 932              | 27               | 0 | 7                    | 7                    | 113                  |                      |                      |
| Totaux LNH | Totaux LNH             | Totaux LNH | 106 | 0                | 8                | 8                | 370              | 8                | 0 | 0                    | 0                    | 70                   |                      |                      |